# 小河知夏
小河 知夏（おがわ ちなつ、1979年8月24日 - ）は、日本の女性声優。

## 略歴
群馬県出身。血液型 AB型。身長 160cm。旧芸名、笠原 知夏（かさはら ちなつ）。
群馬県立渋川女子高等学校、81プロデュース演技研究所卒業。以前は、81プロデュースに所属。
「語り日和 わ楽」（2006年〜）に所属。

## 出演

### テレビアニメ
2001年
- 砂漠の海賊!キャプテンクッパ（女性客A）
- パラッパラッパー（客、ちびっ子）

2003年
- ななか6/17（女店員C）
- ぷちぷり*ユーシィ（園児F）

### OVA
2002年
- .hack//Liminality（希江）

### 吹き替え
- きれいなおかあさん
- ショベルカーディグスとはたらく車たち（セメントミキサー車のマキシン）

### ラジオ
- 声優王国!あんたの声が好きやねん（2002年4月〜2002年9月、ラジオ大阪）

### 公演
- 「語り日和 わ楽」
  - 第2回「語りライブvol.2　春らんまん 茶楽deおはなし会」（2006年3月18日・19日、中国茶・ギャラリー『茶楽』(茗荷谷)）
  - 第3回「語りライブvol.3　夏恋し ゆうどdeおはなし会」（2008年6月21日・22日、ギャラリー「ゆうど」(目白)）
  - 第4回「語りライブvol.4　ゆうどdeおはなしかふぇ」【おはなし】（2008年11月2日、ギャラリー「ゆうど」(目白)）
  - 第6回
    - 「語りライブvol.6　守谷公演　秋ほっこり かやの木deおはなし会」（2011年10月16日、茶房かやの木(茨城県守谷市)）
    - 「語りライブvol.6　目白公演　秋ほっこり ゆうどdeおはなし会」（2011年11月13日、ギャラリー「ゆうど」(東京都目白)）

  - 第7回「語りライブvol.7　夏ゆうらり かやの木deおはなし会」（2012年6月24日、茶房かやの木(茨城県守谷市)）

### その他
- P&G「ブラウンオーラルb」（CM出演）
- OKI（MC）
- プランタン銀座教育ビデオ（出演・ナレーション）
- ショップチャンネル（出演）
- 株式会社カルチャー（朗読講師）